# Список футболістів, які грали на понад трьох чемпіонатах світу
До списку включені футболісти, які грали щонайменше на чотирьох чемпіонатах світу.
| Гравець               | Появи                     |
| --------------------- | ------------------------- |
| Антоніо Карбахаль     | 5 (1950, 54, 58, 62, 66)  |
| Лотар Маттеус         | 5 (1982, 86, 90, 94, 98)  |
| Джанлуїджі Буффон     | 5 (1998*, 02, 06, 10, 14) |
| Рафаель Маркес        | 5 (2002, 06, 10, 14, 18)  |
| Карлос Жозе Кастільйо | 4 (1950*, 54, 58*, 62*)   |
| Нілтон Сантос         | 4 (1950*, 54, 58, 62)     |
| Джалма Сантос         | 4 (1954, 58, 62, 66)      |
| Пеле                  | 4 (1958, 62, 66, 70)      |
| Боббі Чарльтон        | 4 (1958*, 62, 66, 70)     |
| Карл-Гайнц Шнеллінгер | 4 (1958, 62, 66, 70)      |
| Уве Зеелер            | 4 (1958, 62, 66, 70)      |
| Лев Яшин              | 4 (1958, 62, 66, 70*)     |
| Педро Роча            | 4 (1962, 66, 70, 74)      |
| Енріко Альбертозі     | 4 (1962*, 66, 70, 74*)    |
| Джанні Рівера         | 4 (1962, 66, 70, 74)      |
| Добромир Жечев        | 4 (1962, 66, 70, 74*)     |
| Зепп Маєр             | 4 (1966*, 70, 74, 78)     |
| Діно Дзофф            | 4 (1970*, 74, 78, 82)     |
| Владислав Жмуда       | 4 (1974, 78, 82, 86)      |
| Емерсон Леау          | 4 (1970*, 74, 78, 86*)    |
| Дієго Марадона        | 4 (1982, 86, 90, 94)      |
| Джузеппе Бергомі      | 4 (1982, 86, 90, 98)      |
| Джим Лейтон           | 4 (1982*, 86, 90, 98)     |
| Енцо Шифо             | 4 (1986, 90, 94, 98)      |
| Франкі Ван Дер Елст   | 4 (1986, 90, 94, 98)      |
| Андоні Субісаррета    | 4 (1986, 90, 94, 98)      |
| Хон Мьон Бо           | 4 (1990, 94, 98, 02)      |
| Хван Сон Хон          | 4 (1990, 94, 98*, 02)     |
| Паоло Мальдіні        | 4 (1990, 94, 98, 02)      |
| Фернандо Єрро         | 4 (1990*, 94, 98, 02)     |
| Марк Вілмотс          | 4 (1990*, 94, 98, 02)     |
| Жак Сонго'о           | 4 (1990*, 94, 98, 02*)    |
| Самі Аль-Джабер       | 4 (1994, 98, 02, 06)      |
| Мохамед Аль-Деайя     | 4 (1994, 98, 02, 06*)     |
| Кафу                  | 4 (1994, 98, 02, 06)      |
| Роналду               | 4 (1994*, 98, 02, 06)     |
| Олівер Кан            | 4 (1994*, 98*, 02, 06)    |
| Кейсі Келлер          | 4 (1990*, 98, 02*, 06)    |
| Клаудіо Рейна         | 4 (1994*, 98, 02, 06)     |
| Ріжобер Сонг          | 4 (1994, 98, 02, 10)      |
| Лі Вун Джо            | 4 (1994, 02, 06, 10*)     |
| Фабіо Каннаваро       | 4 (1998, 02, 06, 10)      |
| Тьєррі Анрі           | 4 (1998, 02, 06, 10)      |
| Йосікацу Кавагуті     | 4 (1998, 02*, 06, 10*)    |
| Сейго Нарадзакі       | 4 (1998*, 02, 06*, 10*)   |
| Деніс Каніса          | 4 (1998, 02, 06, 10)      |
| Мірослав Клозе        | 4 (2002, 06, 10, 14)      |
| Ікер Касільяс         | 4 (2002, 06, 10, 14)      |
| Хаві                  | 4 (2002, 06, 10, 14)      |
| Самюель Ето'о         | 4 (1998, 02, 10, 14)      |
| Дамаркус Бізлі        | 4 (2002, 06, 10, 14)      |
| Кріштіану Роналду     | 4 (2006, 10, 14, 18)      |
| Серхіо Рамос          | 4 (2006, 10, 14, 18)      |
| Андрес Іньєста        | 4 (2006, 10, 14, 18)      |
| Пепе Рейна            | 4 (2006*, 10* 14, 18*)    |
| Марк Мілліган         | 4 (2006*, 10*, 14, 18)    |
| Тім Кехілл            | 4 (2006, 10, 14, 18)      |
| Ліонель Мессі         | 4 (2006, 10, 14, 18)      |
| Хав'єр Маскерано      | 4 (2006, 10, 14, 18)      |
| Валон Беграмі         | 4 (2006, 10, 14, 18)      |
| Андрес Гуардадо       | 4 (2006, 10, 14, 18)      |
| Гільєрмо Очоа         | 4 (2006*, 10*, 14, 18)    |

*Не провів жодної хвилини у грі, але був у складі збірної на турнірі. На сайті ФІФА ці чемпіонати гравцям не пораховані.